# Liste der Mitglieder der National Academy of Sciences/1985
Im Jahr 1985 wählte die National Academy of Sciences der Vereinigten Staaten 75 Personen zu ihren Mitgliedern.

## Neugewählte Mitglieder
- John Abelson (* 1938)
- J. Frank Adams (1930–1989)
- Claude J. Allegre (1937–2025)
- David Arnett (* 1940)
- Robert J. Aumann (* 1930)
- George A. Bartholomew (1919–2006)
- Stephen J. Benkovic (* 1938)
- Richard Bersohn (1925–2003)
- Allan G. Bogue (1921–2016)
- Herbert W. Boyer (* 1936)
- B. Clark Burchfiel (1934–2024)
- Pierre Chambon (* 1931)
- Pavel Cherenkov (1904–1990)
- Mary-Dell Chilton (* 1939)
- Alfred Y. Cho (* 1937)
- W. Wallace Cleland (1930–2013)
- Stephen A. Cook (* 1939)
- Eric H. Davidson (1937–2015)
- Edward F. Denison (1915–1992)
- Richard E. Dickerson (1931–2025)
- Mildred S. Dresselhaus (1930–2017)
- Eugene B. Dynkin (1924–2014)
- Paul R. Ehrlich (* 1932)
- Sandra M. Faber (* 1944)
- Bernard N. Fields (1938–1995)
- James F. Gibbons (* 1931)
- Alfred G. Gilman (1941–2015)
- James Gowans (1924–2020)
- Ronald L. Graham (1935–2020)
- Victor Guillemin (* 1937)
- Hidesaburo Hanafusa (1929–2009)
- Charles R. Henderson (1911–1989)
- Maurice R. Hilleman (1919–2005)
- Icko Iben, Jr. (1931–2025)
- Erich P. Ippen (* 1940)
- Walter Isard (1919–2010)
- Jiri Jonas (* 1932)
- Alfred Jost (1916–1991)
- Walter D. Knight (1919–2000)
- Masakazu Konishi (1933–2020)
- Hans W. Kosterlitz (1903–1996)
- Serge Lang (1927–2005)
- James S. Langer (* 1934)
- Paul C. Lauterbur (1929–2007)
- Thomas Maniatis (* 1943)
- Ramon Margalef (1919–2004)
- Joseph Pedlosky (* 1938)
- David Phillips of Ellesmere (1924–1999)
- Bernard Phinney (1917–2009)
- Kenneth L. Pike (1912–2000)
- Pasko Rakic (* 1933)
- John G. Ramsay (1931–2021)
- Robert Rescorla (1940–2020)
- Paul L. Richards (1934–2024)
- Wendell Roelofs (* 1938)
- Leon E. Rosenberg (1933–2022)
- David D. Sabatini (* 1931)
- William T. Sanders (1926–2008)
- Jozef S. Schell (1935–2003)
- K. Barry Sharpless (* 1941)
- Fred Sherman (1932–2013)
- Melvin I. Simon (* 1937)
- George Sperling (* 1934)
- Robert Steinberg (1922–2014)
- Jiazhen Tan (1909–2008)
- C. Richard Taylor (1939–1995)
- Kenneth Thompson (* 1943)
- Ignacio Tinoco, Jr. (1930–2016)
- Amos Tversky (1937–1996)
- Martha Vaughan (1926–2018)
- Warren H. Wagner, Jr. (1920–2000)
- Thomas A. Waldmann (1930–2021)
- Robert A. Weinberg (* 1942)
- Douglas E. Yen (1924–2023)
- Bruno Zumino (1923–2014)